# Orphnus oryctoides
Orphnus oryctoides är en skalbaggsart som beskrevs av Max Quedenfeldt 1888. Orphnus oryctoides ingår i släktet Orphnus och familjen Orphnidae. Inga underarter finns listade i Catalogue of Life.